# Joshua Cheptegei
Joshua Kiprui Cheptegei (* 12. September 1996 in Kapsewui, Distrikt Kapchorwa) ist ein ugandischer Langstreckenläufer und zweifacher Olympiasieger. Er gewann bei den Weltmeisterschaften 2019 die Goldmedaille über 10.000 Meter, nachdem er schon an den Weltmeisterschaften 2017 die Silbermedaille über diese Distanz geholt hatte. Seit dem 14. August 2020 hält er mit 12:35,36 min den Weltrekord über 5000 Meter, und seit dem 7. Oktober 2020 hält er mit 26:11,00 min den Weltrekord über 10.000 Meter. Bei den Olympischen Spielen 2020 in Tokio gewann er Silber über die 10.000 Meter und Gold über die 5000 Meter. 2024 wurde er in Paris Olympiasieger über die 10.000 Meter.

## Leben
Joshua Cheptegei wurde in dem an Kenia grenzenden Distrikt Kapchorwa als das zweitälteste von später insgesamt neun Geschwistern geboren. Als Kind spielte er Fußball und versuchte sich im Weitsprung, bemerkte aber bald, dass er schneller als Ältere und ihm körperlich Überlegene laufen konnte. Laut eigener Aussage wusste er seit 2010, dass er Talent für das Laufen hat, begann aber erst 2013 nach seiner Schulzeit ernsthaft zu trainieren. Seit 2014 wird sein Management von der Firma Global Sports Communication des Niederländers Jos Hermens übernommen, trainiert wird er von Addy Ruiter. Er studierte zwei Jahre lang Sprachen und Literatur in Kampala und ist bei der ugandischen Polizei angestellt.
Als Geburtsdatum von Cheptegei wird der 12. September 1996 geführt. Ende 2016 bestätigten allerdings Hermens wie auch Cheptegei selbst, dass er tatsächlich bereits 1992 geboren worden sei.

## Sportliche Karriere
Zu Beginn seiner Laufbahn nahm Cheptegei zunächst an nationalen Wettkämpfen teil. Im März 2014 gewann er die in seinem Heimatland stattfindenden Studentenweltmeisterschaften im Crosslauf. Seinen ersten internationalen Einsatz hatte er schließlich zwei Monate später beim World 10K Bangalore in Indien, bei dem er hinter Halbmarathon-Weltmeister Geoffrey Kamworor in einer Zeit von 28:24 min den zweiten Platz belegte. Bei den U20-Weltmeisterschaften Ende Juli in Eugene sicherte er sich über 10.000 Meter mit der besten Meldezeit (27:56,26 min) angetreten die Goldmedaille, drei Tage später wurde er Vierter im 5000-Meter-Lauf.
Anfang März 2015 gewann Cheptegei bei den Juniorenafrikameisterschaften in Addis Abeba Gold über 10.000 Meter. Drei Wochen später belegte er Rang 11 im Juniorenrennen der Crosslauf-Weltmeisterschaften. Bei den Weltmeisterschaften 2015 in Peking belegte er über 10.000 Meter den neunten Platz. Im Oktober stellte er beim Grand 10 Berlin mit 27:50 min als Sieger einen Nationalrekord im 10-km-Straßenlauf auf, einen Monat später gewann er den Zevenheuvelenloop.
Das Jahr 2016 begann Cheptegei in Laredo mit einer Verbesserung seines Nationalrekords auf 27:46 min und einem Sieg beim Carlsbad 5000. Danach bestritt er Bahnrennen und konnte in der Diamond League beim Shanghai Golden Grand Prix als Zweiter mit 13:00,60 min eine deutliche Bestzeit über 5000 Meter erzielen. Bei den Olympischen Spielen 2016 in Rio de Janeiro wurde er in neuer Bestzeit von 27:10,06 min Sechster über 10.000 Meter und eine Woche später Achter über 5000 Meter. Einen Monat danach gelang ihm ein zweiter Platz beim Dam tot Damloop und im November die Titelverteidigung beim Zevenheuvelenloop.
Im März 2017 trat Cheptegei bei den Crosslauf-Weltmeisterschaften an, die in Kampala stattfanden. Bei Hitze und hoher Luftfeuchtigkeit konnte er vor seinem Heimpublikum in der vorletzten von fünf Runden eine Lücke auf das Feld reißen und hatte eine Runde vor Schluss einen Vorsprung von 12 Sekunden auf den Kenianer Geoffrey Kamworor. In dieser musste Cheptegei allerdings seinen Anstrengungen Tribut zollen: Nachdem er zunächst nur etwas langsamer wurde, aber einen Kilometer vor Ziel immer noch mit 7 Sekunden in Führung lag, brach er ein und verlor auf den letzten 800 Metern noch fast zwei Minuten. Er torkelte schließlich völlig entkräftet als 30. über die Ziellinie, konnte sich damit aber zumindest in der ugandischen Mannschaft platzieren, die knapp vor Eritrea Bronze in der Teamwertung gewann.
Besser lief es für Cheptegei in der Bahnsaison. Bei seinem ersten Rennen seit den Crosslauf-Weltmeisterschaften wurde er Vierter über 5000 Meter beim Prefontaine Classic. Anfang Juli blieb er über dieselbe Distanz bei der Athletissima in Lausanne in 12:59,83 min als Dritter erstmals knapp unter 13 Minuten. Bei den Weltmeisterschaften in London sorgte er im 10.000-Meter-Lauf immer wieder für ein hohes Tempo und wurde schließlich mit der Silbermedaille hinter Mo Farah sowie einer persönlichen Bestzeit von 26:49,51 min belohnt. Seinen ursprünglich geplanten Start über 5000 Meter sagte er ab. Das Jahr beschloss er mit einem Nationalrekord über 10 Kilometer (27:29 min) und einem Rekordversuch über 15 Kilometer. Beim Zevenheuvelenloop verpasste er in 41:16 min die 2010 von Leonard Komon aufgestellte Weltbestzeit (41:13 min) nur knapp.
Bei den Commonwealth Games 2018 in Gold Coast trat Cheptegei sowohl über 10.000 wie auch drei Tage später über 5000 Meter an und konnte beide Rennen jeweils vor dem Kanadier Mohammed Ahmed gewinnen. Im November startete er erneut beim Zevenheuvelenloop und lief diesmal in 41:05 min Weltbestzeit.
2019 siegte er bei den Crosslauf-Weltmeisterschaften in Aarhus in 31:40 min vor seinem Landsmann Jacob Kiplimo und sicherte sich auch in der Teamwertung die Goldmedaille. Auch bei den Weltmeisterschaften in Doha konnte er den Weltmeistertitel über die 10.000 Meter erringen. In persönlicher Bestleistung von 26:48,36 min lief er zudem Weltjahresbestleistung. Am 14. August 2020 stellte er beim Diamond-League-Meeting in Monaco auf Ansage mit 12:35,36 min einen neuen Weltrekord über 5000 Meter auf, womit er seine eigene bisherige Bestleistung über diese Distanz um mehr als 22 Sekunden verbesserte. Wegen der COVID-19-Pandemie hatte er in den Monaten davor in seiner Heimat Uganda trainiert. Nur knapp zwei Monate später holte er sich in Valencia in 26:11,00 min auch den 10.000-Meter-Weltrekord. Somit entzog er dem Äthiopier Kenenisa Bekele innerhalb von weniger als acht Wochen sowohl den 5000-Meter- als auch den 10.000-Meter-Weltrekord.
2021 startete er im Februar bei einem 5-km-Straßenrennen in Monaco, das er in 13:13 min gewann. Im April nahm er bei den ugandischen Nationalmeisterschaften als Teil seiner Vorbereitung für die Olympischen Spiele über die 1500-Meter-Distanz teil und belegte dort in 3:37,36 min den 3. Platz. Das Rennen wurde im Mandela National Stadium, das sich auf einer Höhe von knapp 1200 m befindet, ausgetragen. Im April versuchte sich Cheptegei am 3000-Meter-Weltrekord, der von Daniel Komen gehalten wird, konnte aber schon nach der Hälfte des Rennens das Tempo nicht mehr halten und kam letztendlich in 7:33,24 min ins Ziel, verfehlte somit den Weltrekord also um mehr als 10 Sekunden. Knapp einen Monat später startete er beim aufgrund von der Fußball-Europameisterschaft diesmal nicht in Rom, sondern in Florenz veranstalteten Diamond-League-Meeting über die 5000 Meter, musste sich nach längerer Führungsarbeit aber mit dem 6. Platz zufriedengeben.
Bei den Olympischen Spielen 2020 in Tokio gewann er mit Saisonbestleistung die Silbermedaille über 10.000 Meter hinter dem Äthiopier Selemon Barega und vor seinem Landsmann Jacob Kiplimo sowie die Goldmedaille über 5000 Meter.
Bei den Leichtathletik-Weltmeisterschaften 2022 in Eugene verteidigte Cheptegei mit einer Zeit von 27:27,43 min seinen WM-Titel über die 10.000 Meter erfolgreich.
Bei den Olympischen Spielen 2024 in Paris trat Cheptegei erneut über die 5000 und die 10.000 Meter an. Über die 10.000 Meter gelang ihm mit einem neuen olympischen Rekord von 26:43,14 min sein zweiter Olympiasieg.

## Internationale Wettbewerbe
| Jahr | Wettbewerb                    | Austragungsort | Rang | Distanz   | Zeit (min) |
| ---- | ----------------------------- | -------------- | ---- | --------- | ---------- |
| 2014 | Juniorenweltmeisterschaften   | Eugene         | 4.   | 5000 m    | 13:32,84   |
| 2014 | Juniorenweltmeisterschaften   | Eugene         | 1.   | 10.000 m  | 28:32,86   |
| 2015 | Juniorenafrikameisterschaften | Addis Abeba    | 1.   | 10.000 m  | 29:58,70   |
| 2015 | Weltmeisterschaften           | Peking         | 9.   | 10.000 m  | 27:48,49   |
| 2016 | Olympische Spiele             | Rio de Janeiro | 8.   | 5000 m    | 13:09,17   |
| 2016 | Olympische Spiele             | Rio de Janeiro | 6.   | 10.000 m  | 27:10,06   |
| 2017 | Crosslauf-Weltmeisterschaften | Kampala        | 30.  | ca. 10 km | 30:08      |
| 2017 | Weltmeisterschaften           | London         | 2.   | 10.000 m  | 26:49,94   |
| 2018 | Commonwealth Games            | Gold Coast     | 1.   | 5000 m    | 13:50,83   |
| 2018 | Commonwealth Games            | Gold Coast     | 1.   | 10.000 m  | 27:19,62   |
| 2019 | Crosslaufweltmeisterschaften  | Aarhus         | 1.   | ca. 10 km | 31:40      |
| 2019 | Weltmeisterschaften           | Doha           | 1.   | 10.000 m  | 26:48,36   |
| 2021 | Olympische Spiele             | Tokio          | 2.   | 10.000 m  | 27:43,63   |
| 2022 | Weltmeisterschaften           | Eugene         | 1.   | 10.000 m  | 27:27,43   |
| 2023 | Weltmeisterschaften           | Budapest       | 1.   | 10.000 m  | 27:51,42   |

## Persönliche Bestzeiten
- 1500 m: 3:37,82 min, 18. Mai 2016, Nijmegen
- 3000 m: 7:33,26 min, 13. Juni 2019, Oslo
- 2 Meilen: 8:07,54 min, 30. Juni 2019, Palo Alto
- 5000 m: 12:35,36 min, 14. August 2020, Monaco (aktueller Weltrekord)
- 10.000 m: 26:11,00 min, 7. Oktober 2020, Valencia (aktueller Weltrekord)
- 5-km-Straßenlauf: 12:51 min, 16. Februar 2020, Monaco (war zu diesem Zeitpunkt Weltrekord)
- 10-km-Straßenlauf: 26:38 min, 1. Dezember 2019, Valencia (war zu diesem Zeitpunkt Weltrekord)
- 15-km-Straßenlauf: 41:05 min, 18. November 2018, Nijmegen
- Halbmarathon: 59:21 min, 17. Oktober 2020, Gdynia